# Micrempis fuscipes
Micrempis fuscipes är en tvåvingeart som först beskrevs av Mario Bezzi 1912.  Micrempis fuscipes ingår i släktet Micrempis och familjen puckeldansflugor.
Artens utbredningsområde är Taiwan. Inga underarter finns listade i Catalogue of Life.